# 佐藤隆 (競馬)
佐藤 隆（さとう たかし、1957年6月9日 - 2006年8月8日）は、福島県出身の元競馬騎手。千葉県・船橋競馬場の佐々木清明厩舎所属。勝負服は赤・黄山形一文字・黒袖。

## 人物
1974年4月デビュー。デビュー時から新人賞を獲得するなど、船橋競馬場、南関東四場の競馬場で、常にリーディング争いに加わる上位騎手として活躍した。全国地方競馬でも屈指のレベルと言われる船橋所属の騎手たちの中にあっても、大レースにおける際立った強さで独特の存在感を持ち続けた騎手であった。天才肌の騎手で、ファンを魅せる騎乗技術もさることながら、ここ一番でのレースの勝負強さ、連対率の高さは、他に類を見なかった。
2004年のアジュディミツオーによる東京ダービー優勝など南関東の重賞を数多く制している他、交流競走では2003年にはネームヴァリューで帝王賞で優勝するなど数多くの実績を挙げた。このほか、交流競走東京盃2勝を含む重賞6勝のサクラハイスピード、東京王冠賞馬キクノウイン、羽田盃馬リュウコウキング、桜花賞馬ミキノダンサーなどの主戦も務めた。
生涯成績は12912戦1910勝、勝率14.8％、連対率28.3％、重賞47勝。

## 落馬事故
2006年4月25日、浦和競馬第5競走でトーセンフォワードに騎乗したが、第3コーナー入口付近でトーセンフォワードの故障発生により落馬、前方に投げ出された際に頭部を強打し意識不明の重体となり入院、開頭手術を受ける。手術自体は成功したものの、意識が戻ることはなく、同年8月8日に頭部外傷、急性硬膜下血腫、脳挫傷、静脈洞損傷、肺炎の併発により死去。49歳だった。
浦和競馬場の第3コーナーは非常に危険との指摘は以前からなされており、松井達也騎手の死亡事故も第3コーナーで起こっている。